# 8597 Sandvicensis
A 8597 Sandvicensis (ideiglenes jelöléssel 2045 T-2) a Naprendszer kisbolygóövében található aszteroida. Cornelis Johannes van Houten, Ingrid van Houten-Groeneveld és Tom Gehrels fedezte fel 1973. szeptember 29-én.